# Psaume 122 (121)

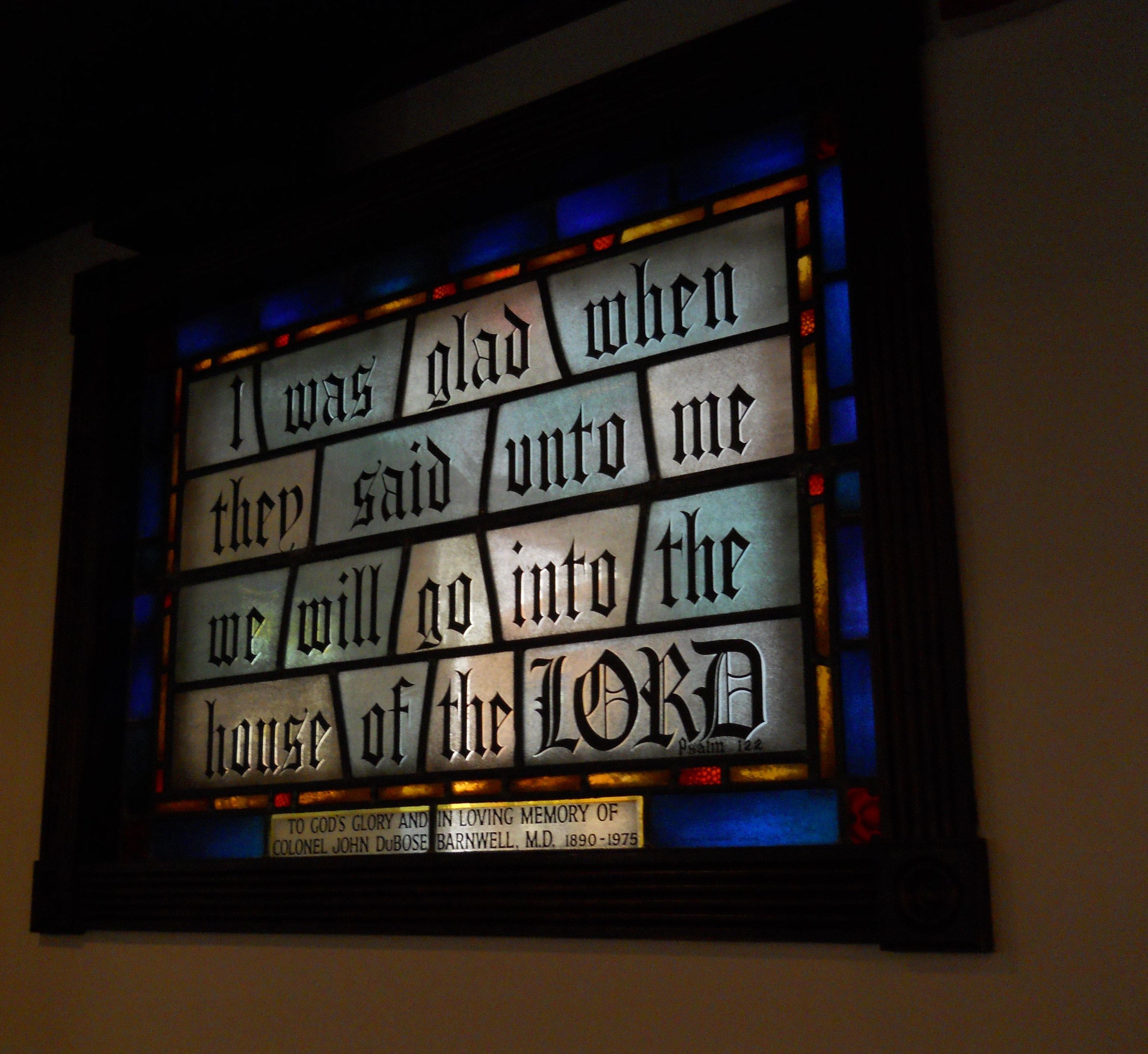
Le premier verset du psaume 122, en anglais sur le vitrail d’une église américaine épiscopalienne.

Le psaume 122 (121 selon la numérotation grecque) est attribué à David. Il fait partie des cantiques des degrés. Il est aussi connu sous son nom latin Lætatus sum.

## Texte
| verset | original hébreu                                      | traduction française de Louis Segond                                                                             | Vulgate latine                                                                               |
| ------ | ---------------------------------------------------- | --- | -------------------------------------------------------------------------------------------- |
| 1      | שִׁיר הַמַּעֲלוֹת, לְדָוִד:שָׂמַחְתִּי, בְּאֹמְרִים לִי-- בֵּית יְהוָה נֵלֵךְ     | [Cantique des degrés. De David.] Je suis dans la joie quand on me dit : Allons à la maison de l’Éternel !        | [Canticum graduum huic David] Lætatus sum in his quæ dicta sunt mihi in domum Domini ibimus  |
| 2      | עֹמְדוֹת, הָיוּ רַגְלֵינוּ-- בִּשְׁעָרַיִךְ, יְרוּשָׁלִָם                   | Nos pieds s’arrêtent dans tes portes, Jérusalem !                                                                | Stantes erant pedes nostri in atriis tuis Hierusalem                                         |
| 3      | יְרוּשָׁלִַם הַבְּנוּיָה-- כְּעִיר, שֶׁחֻבְּרָה-לָּהּ יַחְדָּו                  | Jérusalem, tu es bâtie comme une ville dont les parties sont liées ensemble.                                     | Hierusalem quæ ædificatur ut civitas cujus participatio ejus in id ipsum                     |
| 4      | שֶׁשָּׁם עָלוּ שְׁבָטִים, שִׁבְטֵי-יָהּ--עֵדוּת לְיִשְׂרָאֵל: לְהֹדוֹת, לְשֵׁם יְהוָה | C’est là que montent les tribus, les tribus de l’Éternel, selon la loi d’Israël, pour louer le nom de l’Éternel. | Illic enim ascenderunt tribus tribus Domini testimonium Israhel ad confitendum nomini Domini |
| 5      | כִּי שָׁמָּה, יָשְׁבוּ כִסְאוֹת לְמִשְׁפָּט: כִּסְאוֹת, לְבֵית דָּוִד            | Car là sont les trônes pour la justice, les trônes de la maison de David.                                        | Quia illic sederunt sedes in iudicium sedes super domum David                                |
| 6      | שַׁאֲלוּ, שְׁלוֹם יְרוּשָׁלִָם; יִשְׁלָיוּ, אֹהֲבָיִךְ                      | Priez pour la paix à Jérusalem et que ceux qui t’aiment jouissent du repos !                                     | Rogate quæ ad pacem sunt Hierusalem et abundantia diligentibus te                            |
| 7      | יְהִי-שָׁלוֹם בְּחֵילֵךְ; שַׁלְוָה, בְּאַרְמְנוֹתָיִךְ                      | Que la paix soit dans tes murs, et la tranquillité dans tes palais !                                             | Fiat pax in virtute tua et abundantia in turribus tuis                                       |
| 8      | לְמַעַן, אַחַי וְרֵעָי-- אֲדַבְּרָה-נָּא שָׁלוֹם בָּךְ                    | À cause de mes frères et de mes amis, je désire la paix dans ton sein ;                                          | Propter fratres meos et proximos meos loquebar pacem de te                                   |
| 9      | לְמַעַן, בֵּית-יְהוָה אֱלֹהֵינוּ-- אֲבַקְשָׁה טוֹב לָךְ                 | À cause de la maison de l’Éternel, notre Dieu, Je fais des vœux pour ton bonheur.                                | Propter domum Domini Dei nostri quæsivi bona tibi                                            |

## Usages liturgiques

### Dans le judaïsme
Le psaume 122 est récité à Michna, entre Souccot et le Sabbat Hagadol, ainsi que pendant le sabbat qui suit Tisha Beav dans certaines traditions. Les versets 7 à 9 font partie du Talmud Berachos 64a.

### Dans le christianisme

#### Chez les catholiques
Selon la règle de saint Benoît établie vers 530, ce psaume était traditionnellement dit ou chanté lors de l'office de tierce de la semaine, c'est-à-dire du mardi jusqu'au samedi, après les psaume 120 (119) et psaume 121 (120).
Dans la liturgie des Heures actuelle, le psaume 122 est dit ou chanté aux vêpres le samedi de la quatrième semaine. Dans la liturgie de la messe, il est lu pour la fête du Christ-Roi, au premier dimanche du temps de l’avent de l’année A et au 34e dimanche du temps ordinaire de l’année C.

## Mise en musique
Dans les Vêpres de la Vierge, Monteverdi a composé sur le texte latin, Lætatus sum. En 1676, Biber le met en musique (C.9) pour la cathédrale de Salzbourg. En 1693, Michel-Richard de Lalande écrit son grand motet (S.47), toutefois malheureusement, de nos jours, perdu. Marc-Antoine Charpentier compose un "Lætatus sum" H.161 pour solistes, chœur, flûtes, et basse continue vers 1670. Vers 1690, il compose un autre "Lætatus sum" H.216, pour solistes, chœur, 2 dessus instrumentaux, et basse continue. Plus récemment au XXe siècle Hubert Parry compose une version anglaise, I was glad, pour le Livre de la Prière commune des anglicans. Toujours en Angleterre, le compositeur Henry Purcell, mais d'autres encore, ont aussi utilisé ce texte anglais.